# Стелла Браун
Френсіс Уорслі Стелла Браун (9 травня 1880 ― 8 травня 1955) ― британська феміністка, соціалістка, активістка контрацепції, абортів та сексуальної освіти для жінок, перекладачка та лекторка, що народилася в Канаді і працювала у Великій Британії. Одна з перших у боротьбі за права жінок контролювати та приймати рішення щодо власної сексуальності. В Британії вона зосередилась на реформі законодавства, включаючи право жінок як на доступ до знань, так і на використанні засобів контролю за народжуваностю, а також на праві на аборт. Також брала участь у трудових партіях, комуністичних партіях, а також у ряді жіночих товариств.
Стелла Браун славилася своїми лекціями та роботою в Асоціації реформування закону про аборти. Як феміністка Браун змогла тримати в порядку денному громадськості питання прав жінок на своє тіло та сексуальність досить довго, щоб зацікавити громадськість навіть після її смерті. 

## Життєпис
Народилася 9 травня 1880 року в Галіфаксі, Нова Шотландія в родині Даніеля Маршалла Брауна та Анни Дульсібелли Мері (до шлюбу Додвелл). Батько працював у канадському Департаменті морського та рибного господарств, звільнившись з посади штурмового лейтенанта Королівського флоту. До шлюбу з матір'ю Стелли був одружений з Кетрін Магдалиною Маклін у 1867 році. У 1869 році вона народила першу дочку Мод і незабаром померла у віці 35 років від «хронічного гастриту». Батьки одружились 23 лютого 1878 року. В 1882 році народилася молодша сестра Аліса Леміра Сільвія Браун, відома як Сільвія. Коли Стеллі було три, батько затонув на борту пароплава Домініон «Принцеса Луїза». Хоча родина була в шоці після його смерті, їх частково підтримували гроші та майно з його заповіту. Мати залишилася неодруженою, продала будинок і заснувала пансіонат для самотніх жінок. В цьому пансіонаті Стелла виховувалась в оточенні боротьби самотніх жінок і спостерігала за боротьбою власної матері, нині самотньої працюючої жінки. Про дитинство Стелли відомо мало, оскільки вона рідко згадувала його у своїх працях. Відомо, що вона вважала себе британкою, її сім'я покинула Галіфакс у 1892 році, коли 'їй було 12.
Стелла Браун вперше здобула освіту в Німеччині, оскільки сестра її матері, Луїза Френсіс Сіменс, пошлюбила інженера-електрика з розгалуженою родиною, що дозволило їй відвідувати там школу. Навчаючись у школі, вона до 1899 року вільно володіла французькою та німецькою. Це дозволило їй написати «Women's First», щоб потрапити в Оксфорд. Її визнавали за її вишукані та правильні переклади німецької у подальшому житті. У 1897 році Браун вступила до школи для дівчат Св. Фелікса в Саутволді, Саффолк. Ця школа мала дуже спокійні правила і заохочувала учениць самостійно відкривати для себе нові речі. Це сприяло незалежності, оскільки навіть їхні шкільні будинки були названі на честь жінок, що мали успіхи в історії. Навчаючись тут, Стелла Браун виграла Історичну виставку в коледжі Сомервілл, Оксфорд, в 1899 році, що дало їй 20 фунтів стерлінгів на рік протягом трьох років, які передали її опікуну, оскільки мати все ще жила в Німеччині. Потім Браун відвідувала Сомервіль, де в 1902 році отримала диплом з відзнакою другого класу з новітньої історії. Ця школа була особливо важливою в її кар'єрі, оскільки на той час це була одна з єдиних шкіл, яка дозволяла жінкам писати іспити разом із чоловіками і працювала на здобуття відзнаки, а не просто на здобуття ступеня, як це робили б багато хто. Це вплинуло на очікування та ідеали Браун щодо гендерної рівності. Її політичній активності також сприяла школа, де вона брала участь у студентському парламенті.
Після навчання Браун працювала вчителькою в надії досягти певної незалежності. Однак її здоров’я почало погіршуватися через проблеми з серцем, і вона більше не могла впоратися з напруженою роботою, розвиваючи додаткові проблеми з тривогою. Переїхала назад до Німеччини, де виявила початки жіночого руху, який Гелен Штокер очолювала досить радикально. Штокер тоді боролася за права жінок на материнство та підтримку неодружених матерів. Аргументи Штокер сильно вплинули на Браун, пізніше вона боротиметься за права жінок контролювати своє тіло та за вибір бути матір'ю. Браун розпочала роботу в історії округу Вікторія, писала історії парафій та навчалася дослідницьким навичкам. Залишила цю роботу в 1907 році, перейшовши на посаду бібліотекарки в коледжі Морлі в південному Лондоні. Тут вона змогла читати суперечливі лекції з різними темами ― від реформи шлюбу та розлучень до євгеніки. Робота в коледжі також дозволила Браун побачити різні соціальні проблеми, з якими стикаються жінки робочого класу та жінки професійного класу. Також вона вступила до Жіночого соціально-політичного союзу (ВСПУ) у 1908 році, що поклало початок її соціальній активності.

## Погляди
Браун почала розвивати свою систему цінностей, перебуваючи в коледжі, експериментуючи зі своїм коханим та читаючи лекції в коледжі Морлі. Вона написала лист до Герберта Уеллса, стверджуючи, що не тільки чоловіки можуть бути полігамними, а позашлюбний секс не повинен бути чимось, що чорнить репутацію жінки.
Багато ідей Браун випливали з робіт Гевлока Елліса, Едварда Карпентера та інших сексологів. Вона поєднала це з власною феміністичною традицією, сформувавши унікальну точку зору. У 1912 році вона написала у газету The Freewoman під псевдонімом Новий передплатник, коментуючи статтю Кетлін Олівер про те, що нібито фригідність у самотніх жінок є ключем до міцного здоров'я і повинна бути стандартом для всіх жінок. У відповідь Браун стверджувала, що жінкам не слід відмовляти в сексуальному задоволенні просто тому, що вони не одружені і не бажають одружуватися, боячись жорстокості, яка іноді супроводжує шлюб. Це було початком адвокації Браун контролю над власною сексуальною поведінкою.
Браун була переконана, що жінки повинні мати право «нарівні з чоловіками на сексуальний досвід і сексуальну різноманітність за межами традиційного шлюбу». У «Сексуальній різноманітності і мінливості серед жінок» 1915 року вона стверджувала, що жінки не повинні обмежуватися шлюбом, щоб переживати і розвивати материнський інстинкт, водночас заохочувала жінок відмовлятись від материнства, якщо вони цього бажають. Багато інших феміністок, які в цей час займалися євгенікою, такі як Мері Шарліб та Елізабет Слоун Чессер, твердо вірили, що реформу можна здійснити в рамках шлюбу. Більш радикальні членкині, такі як Браун, вважали, що «культ материнства..., якщо його не зупинити, зменшить значення жінки як особистості і зв'яже її більш тісно зі звичайними формами шлюбу... [посилюючи] їх підпорядкування».
Браун була твердо переконана, що працюючі жінки повинні мати вибір завагітніти або перервати вагітність, поки працюють в жахливих умовах, все ще змушені виконувати каторжні роботи під час вагітності. Вона стверджувала, що лікарі повинні безкоштовно надавати інформацію про контроль за народжуваністю жінкам, які хотіли про це знати. Це дало б жінкам свободу волі над їхніми власними обставинами і дозволило б їм вирішити, хочуть вони бути матерями чи ні. Це також дало б жінкам можливість займатися сексом виключно для задоволення та поза шлюбом, якщо вони так вирішили. Браун залишалася вірною цим переконанням протягом усього життя.

## Активізм
До 1911 року Браун визнала себе «соціалісткою» і крайньою «лівою феміністкою». Вона писала для багатьох видань, включаючи The Call, Malthusian, The New Generation (The Malthusian), The Freewoman, та Beauty and Health , а також для деяких незалежних видань. Вона також писала рецензії та/або переклади популярних праць щодо згаданих реформ.
Свою діяльність Стелла Браун розпочала у 1907 році, коли ненадовго вступила до WSPU. WSPU був заснований 10 жовтня 1903 і не мав нічого, щоб відрізняти його від інших груп жінок того часу, навіть не досягнувши 30 членкинь до 1905 р. Однак група стала відомою, коли в 1905 р. вони вперше застосували войовничі методи в рамках передвиборчої кампанії, коли обидві лідерки ― Крістабель Панкгерст і Енні Кенні, були заарештовані, залучивши Манчестерську незалежну лейбористську партію (ILP) на допомогу.  Допомога НЛП вивела їх на перший план висвітлення у ЗМІ, а WSPU та їх войовничість захопила країну.  Суфражетство тривало до 1913: коли жінки голодували, їх примусово годували, а ув’язнення майже тисячі суфражисток більше не робило заголовків новин, будучи поширеним. У 1913 році Браун виступила проти «необізнаного і самовпевненого догматизму» Крістабель Панкгерст і того, як керівництво групи поводилося щодо жінок та чоловіків нижчого класу, протиставляючи їхні аргументи щодо фемінізму та демократії. Після цього вона проводила значну частину часу у співпраці з Британським товариством з вивчення статевої психології, відвідувала зустрічі та писала документи від їх імені в надії дізнатись більше щодо контролю народжуваності.
Наприкінці 1920-х Браун розпочала виступати з лекціями по всій країні, викладаючи інформацію про свої переконання щодо необхідності доступу до інформації про контрацепцію, проблеми здоров'я жінок, проблеми, пов'язані зі статевим дозріванням та сексуальною освітою, а також високого рівня материнської захворюваності. Ці бесіди закликали жінок взяти питання своєї сексуальності та здоров'я у свої руки. Контрацепція була незручною проблемою, оскільки вона безпосередньо кидала виклик стосункам між жінками й чоловіками, роблячи це для жінок чутливою темою. Під час цього туру кілька жінок просили Браун про аборти, проте Браун не була лікаркою і мусила їм відмовити. Хоча вона дедалі більше цікавилася правом жінки переривати вагітність, її все одно вважали «єретичкою». Незважаючи на це, в 1929 році вона виступила з лекцією «Право на аборт» перед Всесвітньою лігою сексуальних реформ у Лондоні. За роки до презентації цього документу Браун працювала над збором інформації про материнську смертність і виявила, що в 1929 році показники були вищими, ніж будь-коли раніше, і стала секретаркою Трудової партії Челсі в надії запропонувати ідеї контролю народжуваності і аборти у політичній платформі партії в 1926 р. Браун не змогла цього зробити, оскільки пізніше в 1926 році її змусили покинути Челсі, а партія більше не була визнана політичною партією. До кінця 20-х років Браун відчувала, що боротьба за контроль над народжуваністю стала більш успішною, оскільки її частіше спостерігали в публічній сфері, про неї говорять і дискутують більш відкрито. У квітні 1930 р. Конференція з питань контролю народжуваності мала успіх, залучивши до участі 700 делегатів і делегаток, і ввівши контроль над народжуваністю у політичну сферу. У липні 1930 року Міністерство охорони здоров'я видало MCW/153, що дозволило місцевим органам влади давати поради щодо контролю народжуваності в центрах соціального забезпечення, що є ще одним частковим успіхом для Браун.
У 1931 році Браун почала розробляти аргументи за право жінок приймати рішення про аборт. Вона знову розпочала тур, читала лекції про аборти та негативні наслідки неможливості перервати вагітність за власним вибором, наприклад: самогубство, травми, інвалідність, божевілля та зараження крові. Обговорення легалізації аборту стало великим досягненням у липні 1932 р., коли рада Британської медичної асоціації була скликана, щоб створити комітет для обговорення питань внесення змін до законів про аборти.

### Асоціація реформи закону про аборти
17 лютого 1936 року Стелла Браун з Джанет Шенс та Еліс Дженкінз створила Асоціацію реформування закону про аборти (ALRA) і продовжували підтримувати її до їх смерті роками пізніше. У перший рік роботи в ALRA  набрала 35 членкинь, а до 1939 р. майже 400 членів і членкинь, які в основному походили з робітничого класу і входили також в робочі групи та жіночі осередки кооперативного руху. Тепер ці жінки хотіли отримати привілеї, якими «роками користувались грошові класи».
ALRA була дуже активною в період між 1936 і 1939 роками, розсилаючи лекторок по країні говорити про працю та рівне громадянство, і намагалася, хоча найчастіше і невдало, публікувати листи та статті в газетах. Вони стали найпопулярнішими, коли члени Медико-правового комітету ALRA отримали справу про зґвалтування 14-річної дівчинки та домоглися переривання вагітності від докторки Джоан Маллесон, родоначальниці ALRA. Справа набула великого розголосу, однак, як тільки почалася війна, була закрита і втратила значення для громадськості.
Після війни боротьба за права на аборти була відновлена, і Браун повернулася до роботи за освіту жінок у питаннях сексу. Її зусилля на цьому фронті надали їй звання першої меценатки, а згодом віце-президента Товариства сексуального виховання та керівництва, групи, створеної в 1943 р. Вона продовжувала брати участь у роботі ALRA до самої смерті, однак не могла бути присутньою на більшості засідань через стан здоров'я. Протягом цього часу вона подавала пропозиції щодо дій, які може виконувати ALRA. Думки Браун щодо статевої реформи цінувались, незважаючи на її вік та нездатність бути залученою. Браун змогла побачити час, коли медичні переривання вагітності стали все більш поширеними.
На початку травня 1955 року Стелла Браун перенесла важкий інфаркт і в ніч перед 75-м днем народження померла.

## Спадщина
Стелла Браун створила основу для багатьох аргументів, що стосуються прав жінок на сексуальність, і є однією з небагатьох жінок в історії, яка залишила роботи, які допомагають історикам зрозуміти взаємодію соціалізму та фемінізму.
Вона також залишила ALRA, що призвело до повені нових членкинь, коли жінки почали визнавати недостатність діючих контрацептивів та після скандалу з талідомідом. Якби Браун не була однією з небагатьох, хто говорив про контроль над народжуваністю в той час, коли це була заборонена тема, тоді жінки б не мали контролю над народжуваністю, щоб змагатися та вдосконалюватись. Браун справила глибокий вплив на реформу абортів.

## Праці
- Sexual variety & variability among women and their bearing upon social reconstruction, London: Printed for the Society by C.W. Beaumont, 1917. Society for the Study of Sex Psychology[en], publication no. 3
- 'Women and Birth Control', in Eden & Cedar Paul, eds., Population and Birth Control, 1917.
- (tr. with Ella Winter) The diary of Otto Braun, with selections from his letters and poems, New York, Alfred A. Knopf 1924.
- (tr.) Ideal Marriage: Its Physiology and Technique by Theodoor Hendrik van de Velde. London, W. Heinemann, 1926. With an introduction by J. Johnston Abraham.
- (tr.) Fertility and sterility in marriage: their voluntary promotion and limitation by Theodoor Hendrik van de Velde. London, W. Heinemann, 1929.
- (tr.) The family by Franz Carl Müller-Lyer. London : G. Allen & Unwin, 1931.
- (with A. M. Ludovici and Harry Roberts) Abortion, London: G. Allen & Unwin ltd., 1935.
- (tr.) History of modern morals by Max Hodann. London: William Heinemann Medical Books, 1937.

## Зовнішні посилання
- Lesley Hall, Stella Browne [Архівовано 19 травня 2021 у Wayback Machine.]
- Stella Browne: Biography [Архівовано 19 травня 2021 у Wayback Machine.] at Spartacus Educational

## Зноски
1. 1 2  Deutsche Nationalbibliothek Record #1013123840 // Gemeinsame Normdatei — 2012—2016.
2. ↑  Rowbotham, Sheila (1977). с. 62. {{cite book}}: Пропущений або порожній |title= (довідка)
3. ↑  Rowbotham, Sheila (1977). с. 66. {{cite book}}: Пропущений або порожній |title= (довідка)
4. ↑  Hall, Lesley (2011). с. 138. {{cite book}}: Пропущений або порожній |title= (довідка)
5. 1 2  Rowbotham, Sheila (1977). с. 10. {{cite book}}: Пропущений або порожній |title= (довідка)
6. 1 2 3 4  Hall, Lesley (1997). : 159. {{cite journal}}: Пропущений або порожній |title= (довідка)
7. ↑  Hall, Lesley (2011). с. 11. {{cite book}}: Пропущений або порожній |title= (довідка)
8. 1 2  Hall, Lesley (2011). с. 12. {{cite book}}: Пропущений або порожній |title= (довідка)
9. 1 2  Hall, Lesley (2011). с. 13. {{cite book}}: Пропущений або порожній |title= (довідка)
10. ↑  Hall, Lesley (2011). с. 14. {{cite book}}: Пропущений або порожній |title= (довідка)
11. 1 2  Hall, Lesley (2011). с. 15. {{cite book}}: Пропущений або порожній |title= (довідка)
12. ↑  Hall, Lesley (2011). с. 16. {{cite book}}: Пропущений або порожній |title= (довідка)
13. ↑  Hall, Lesley (2011). с. 20. {{cite book}}: Пропущений або порожній |title= (довідка)
14. 1 2  Hall, Lesley (2011). с. 21. {{cite book}}: Пропущений або порожній |title= (довідка)
15. 1 2  Hall, Lesley (2011). с. 27. {{cite book}}: Пропущений або порожній |title= (довідка)
16. ↑  Hall, Lesley (2011). с. 28. {{cite book}}: Пропущений або порожній |title= (довідка)
17. ↑  Hall, Lesley (2011). с. 29. {{cite book}}: Пропущений або порожній |title= (довідка)
18. ↑  Rowbotham, Sheila (1977). с. 63. {{cite book}}: Пропущений або порожній |title= (довідка)
19. 1 2  Jones, Greta (1995). : 495. {{cite journal}}: Пропущений або порожній |title= (довідка)
20. ↑  Jones, Greta (1995). : 490. {{cite journal}}: Пропущений або порожній |title= (довідка)
21. ↑  Jones, Greta (1995). : 491. {{cite journal}}: Пропущений або порожній |title= (довідка)
22. ↑  Hall, Lesley (2011). с. 140. {{cite book}}: Пропущений або порожній |title= (довідка)
23. ↑  Rowbotham, Sheila (1977). с. 66—67. {{cite book}}: Пропущений або порожній |title= (довідка)
24. ↑  Hall, Lesley (2011). с. 79. {{cite book}}: Пропущений або порожній |title= (довідка)
25. ↑  Hall, Lesley (2011). с. 35. {{cite book}}: Пропущений або порожній |title= (довідка)
26. ↑  Hall, Lesley (2011). с. 96. {{cite book}}: Пропущений або порожній |title= (довідка)
27. ↑  Jeffreys, Sheila (1982). : 643. {{cite journal}}: Пропущений або порожній |title= (довідка)
28. ↑  Hall, Lesley (2011). с. 60. {{cite book}}: Пропущений або порожній |title= (довідка)
29. ↑  Cowman, Krista (2002). : 130. {{cite journal}}: Пропущений або порожній |title= (довідка)
30. ↑  Hall, Lesley (2011). с. 30—31. {{cite book}}: Пропущений або порожній |title= (довідка)
31. ↑  Hall, Lesley (2011). с. 73. {{cite book}}: Пропущений або порожній |title= (довідка)
32. ↑  Hall, Lesley (2011). с. 142—143. {{cite book}}: Пропущений або порожній |title= (довідка)
33. ↑  Rowbotham, Sheila (1977). с. 39. {{cite book}}: Пропущений або порожній |title= (довідка)
34. ↑  Hall, Lesley (2011). с. 143. {{cite book}}: Пропущений або порожній |title= (довідка)
35. ↑  Jones, Greta (1995). : 486. {{cite journal}}: Пропущений або порожній |title= (довідка)
36. ↑  Hall, Lesley (2011). с. 144. {{cite book}}: Пропущений або порожній |title= (довідка)
37. ↑  Hall, Lesley (2011). с. 148. {{cite book}}: Пропущений або порожній |title= (довідка)
38. ↑  Hall, Lesley (2011). с. 161. {{cite book}}: Пропущений або порожній |title= (довідка)
39. ↑  Hall, Lesley (2011). с. 173. {{cite book}}: Пропущений або порожній |title= (довідка)
40. ↑  Hall, Lesley (2011). с. 178. {{cite book}}: Пропущений або порожній |title= (довідка)
41. ↑  Hall, Lesley (2011). с. 188. {{cite book}}: Пропущений або порожній |title= (довідка)
42. 1 2  Hindell, Keith; Madeline Simms (1968). : 271. {{cite journal}}: Пропущений або порожній |title= (довідка)
43. ↑  Hindell, Keith; Madeline Simms (1968). : 272. {{cite journal}}: Пропущений або порожній |title= (довідка)
44. ↑  Hall, Lesley (2011). с. 247. {{cite book}}: Пропущений або порожній |title= (довідка)
45. ↑  Hall, Lesley (2011). с. 252. {{cite book}}: Пропущений або порожній |title= (довідка)
46. ↑  Hall, Lesley (2011). с. 253. {{cite book}}: Пропущений або порожній |title= (довідка)
47. 1 2  Hall, Lesley (2011). с. 264. {{cite book}}: Пропущений або порожній |title= (довідка)
48. ↑  Rowbotham, Sheila (1977). с. 7. {{cite book}}: Пропущений або порожній |title= (довідка)
49. ↑  Hindell, Keith (1968). : 273. {{cite journal}}: Пропущений або порожній |title= (довідка)
50. ↑  Hindell, Keith; Madeline Simms (1968). : 282. {{cite journal}}: Пропущений або порожній |title= (довідка)